# Ivan Bohdan Staněk
Ivan Bohdan Staněk, vlastním jménem Jan Staněk (29. května 1828 Poříčí nad Sázavou – 23. května 1868 Praha), byl český chemik a politik, literárně činný jako básník a novinář. Roku 1851 vydal sbírku nepříliš zdařilých básní, inspirovaných Čelakovským; kniha byla oceňována jako odvážný vlastenecký čin v době Bachova absolutismu. Později se věnoval chemii, kterou vyučoval na české reálce a později na pražské polytechnice. V 60. letech zasedal jako poslanec Českého zemského sněmu a Říšské rady. Roku 1863 redigoval politický list Pozor. Byl autorem učebnic chemie.

## Život
Narodil se 29. května 1828 v Poříčí nad Sázavou. Studoval nejprve práva, ale z politických důvodů toho zanechal a zaměřil se na chemii. Po studijním pobytu v Paříži se roku 1857 stal profesorem na české reálce v Praze.
Roku 1861 byl za Národní stranu zvolen poslancem Českého zemského sněmu za kurii venkovských obcí, obvod Benešov, Vlašim a Neveklov; v předvolební kampani poukazoval na svůj rolnický původ (vlastnictví usedlosti v Poříčí), zbožnost, odvahu při hájení národních zájmů v minulosti a odhodlanost bránit svobodu proti návratu starých „služebností“. Zemský sněm ho následně zvolil poslancem Říšské rady (celostátní zákonodárný sbor, tehdy ještě nevolen přímo, ale tvořen delegáty jednotlivých zemských sněmů), kde reprezentoval stejně jako na zemském sněmu kurii venkovských obcí, obvod Benešov, Neveklov, Vlašim. Kvůli nesouhlasu českých politiků s ústavním směřováním Rakouska ale na poslaneckém postu nesetrval delší dobu. Zánik jeho mandátu pro absenci byl oznámen na schůzi 14. července 1863.
Na konci roku 1862 převzal redakci politického deníku Pozor, který byl krátce předtím úředně zastaven, a začal podnikat kroky k jeho obnovení; to se podařilo roku následujícího a Staněk pak určitou dobu tento list vedl.
V červenci 1864 byl jmenován profesorem všeobecné chemie s českým vyučovacím jazykem na pražské polytechnice. 3. září 1867 se stal zkušebním komisařem pro učitele reálných škol v Praze. Koncem listopadu téhož roku vstoupil do technického spolku Isis, pro nějž měl založit chemický časopis.
Zemřel 23. května 1868 večer na souchotiny. Pohřben byl v Podolí za účasti rektora Jana Krejčího a mnoha pedagogů, studentů i dalších občanů.

## Dílo
Roku 1851 vydal sbírku básní (Básně), inspirovaných zejména Čelakovským. Jeho tvorba byla nevyzrálá, zápasil s veršem i rýmem. Odvážné projevy vlastenectví v této knize, mimo jiné poukaz na husitské vítězství v bitvě u Poříčí nad Sázavou (Ozvěna z Lutova) nebo na slovanskou vzájemnost měly ale za Bachova absolutismu velký ohlas. Samostatně vydaná česká básnická sbírka byla v té době vzácností.
V roce 1858 publikoval dvoudílnou učebnici Chemie všeobecná (Díl I. O nekovech, Díl II. O kovech), která se v následujících letech dočkala několika reedic (1860, 1862, 1863).

### Ukázky básní
Slib
Vezmi mistře upálený

Slib, jejž v noční době

Volně skládám tobě,

Reku vůle nezmožený!

Na vždy chci při vlasti státi,

Mravů čistých býti,

Tebe vzorem míti

A — za pravdu život dáti!
Slzičky
U pahorku děva stála,

U pahorku spráhlého:

Naříkala, bědovala

Pro kochánka milého

Až se přes tvář slze lily,

Slze bolem zkrevněné;

Kde však na zem suchou padly,

Zkvětly kvítky červené.

Ach! přehojně půda rodí

Kvítky tyto červené,

Neb to jsou ty slze bolné,

Z věrné lásky roněné.